# Teonthar
Teonthar è una suddivisione dell'India, classificata come nagar panchayat, di 15.249 abitanti, situata nel distretto di Rewa, nello stato federato del Madhya Pradesh. In base al numero di abitanti la città rientra nella classe IV (da 10.000 a 19.999 persone).

## Geografia fisica
La città è situata a 24° 58' 60 N e 81° 39' 0 E e ha un'altitudine di 150 m s.l.m..

## Società

### Evoluzione demografica
Al censimento del 2001 la popolazione di Teonthar assommava a 15.249 persone, delle quali 7.855 maschi e 7.394 femmine. I bambini di età inferiore o uguale ai sei anni assommavano a 2.836, dei quali 1.498 maschi e 1.338 femmine. Infine, coloro che erano in grado di saper almeno leggere e scrivere erano 8.329, dei quali 5.116 maschi e 3.213 femmine.